# Œuf clair
En biologie animale et en médecine, l’œuf clair est le fruit d'une fécondation de deux gamètes qui a arrêté son développement à un stade très précoce. C'est un sac ovulaire non embryonné, une môle non hydatiforme. En anglais on parle de blighted ovum ou d’anembryonic gestation.

## Médecine humaine
Mise en garde médicale
Chez la femme, un œuf clair, ou « grossesse non embryonnée », conduit à, par abus de langage — puisque de toute façon la grossesse n'était pas évolutive —, une fausse couche spontanée précoce.

### Signes

#### Examens complémentaires
En l'absence de règles attendues, une femme peut être amenée à pratiquer des analyses de routine :
- dosage des βHCG : le sac ovulaire, ou blastocyste, secrète l'hormone gonadotrophine de façon tout à fait normale au cours de son développement précoce ; les dosages ne permettent pas de distinguer le caractère non embryonné du produit de la fécondation[1] ;
- par voie endovaginale, l'échographie gynécologique[2] révèle l'image d'un sac ovulaire de plus de 20 mm non embryonné, sans vésicule ombilicale[3].

Hors routine, des analyses génétiques peuvent être effectuées sur le fruit de fausses couches précoces : 65 % des échantillons, prélevés dans le cadre de procréations médicalement assistées n'ayant pas abouti, révèlent des anomalies chromosomiques dans les villosités (en) du chorion.

### Articles liés
- Échographie au premier trimestre de la grossesse
- Fausse couche
- Fécondation